# بين شفرد
بين شفرد (بالإنجليزية: Ben Shepherd)‏ (و. 1968  م) هو عازف بيس، وموسيقي، ونجار أمريكي، ولد في مدينة أوكيناوا، يستخدم آلات غيتار البيس، وقيثارة، وهو عضوٌ في ساوندغاردن.

## وصلات خارجية
- بين شفرد على موقع IMDb (الإنجليزية)
- بين شفرد على موقع ميوزك برينز (الإنجليزية)
- بين شفرد على موقع أول ميوزيك (الإنجليزية)
- بين شفرد على موقع ديسكوغز (الإنجليزية)
- بين شفرد على موقع قاعدة بيانات الفيلم (الإنجليزية)

- بين شفرد في قاعدة بيانات الأفلام على الإنترنت